# Kanton Brive-la-Gaillarde-Centre
Der Kanton Brive-la-Gaillarde-Centre war von 1982 bis 2015 ein französischer Wahlkreis im Arrondissement Brive-la-Gaillarde, im Département Corrèze und in der Region Limousin. Der Kanton bestand aus einem Teil der Stadt Brive-la-Gaillarde. Die landesweiten Änderungen in der Zusammensetzung der Kantone brachten im März 2015 seine Auflösung.